# Varsowia (kwartet)
Varsovia – kwartet smyczkowy założony w 1977 roku przez dwóch byłych członków Kwartetu Wilanowskiego.
Zespół dokonał m.in. pierwszego wykonania Wariacji w formie ronda Tadeusza Bairda (Paryż 1979). Nagradzany m.in. na konkursie w Helsinkach,  i Evian. Nagrał kilka płyt LP.
Członkowie:
- Bogusław Bruczkowski – I skrzypce
- Marek Bojarski – II skrzypce
- Artur Paciorkiewicz – altówka
- Wojciech Walasek – wiolonczela